# دنيس فورونينكوف
دنيس نيكولايفيتش فورونينكوف (بالروسية: Денис Николаевич Вороненков)‏‏ (10 نيسان 1971 – 23 آذار 2017)؛ كان سياسيا روسيا وعضوا في مجلس الدوما (2011-2016). بعد التخلي عن منصبه كعضو في البرلمان في عام 2016، غادر فورونينكوف روسيا واستقر في أوكرانيا مع زوجته «ماريا ماكساكوفا»، عُرف فورونينكوف بمعارضته الشديدة للرئيس الروسي فلاديمير بوتين والسياسة الخارجية الروسية، الأمر الذي دفعه للجوء سياسياً إلى أوكرانيا في أكتوبر 2016. تم اغتياله في وسط مدينة كييف من قِبل شخص مجهول، واتهم الرئيس الأوكراني بترو بوروشنكو الحكومة الروسية بالتخطيط للاغتيال.

## الحياة الشخصية والأسرة
ولد فورونينكوف في غوركي، الجمهورية الروسية السوفيتية الاتحادية الاشتراكية، ولكن كانت جدته أوكرانيّة و (وفقا لأرملته) قضى طفولته في مقاطعة خيرسون أوبلاست الأوكرانية  تزوج فورونينكوف زميلته السابقة النائبة الروسية ومغنية الأوبرا «ماريا ماكساكوفا» في أذار 2015. التقى الزوجان أثناء العمل على مشروع قانون لتنظيم تصدير القطع الأثرية الثقافية. كل واحد منهم كان لديه طفلان من علاقات سابقة. ولد ابنهما في نيسان 2016. أول طفلين لفورونينكوف من زواجه السابق هما ابنته زينيا (م. 2000) وابنه نيكولاس من زواجه الأول من زوجته يوليا.

## الاغتيال
أطلق النار على فورونينكوف وقتل في كييف في 23 أذار 2017. وقال المدعي العام الأوكراني يوري لوتسينكو أن فورونينكوف أصيب ثلاث مرات على الأقل، بما في ذلك في الرأس، وتوفي على الفور. كان في طريقه للقاء إيليا بونوماريف، وهو عضو سابق في البرلمان الروسي يعيش في المنفى في أوكرانيا. وأصيب المهاجم بجروح من قبل حارس فورونينكوف الشخصي (تم توفير الحارس الشخصي من قبل جهاز الأمن الأوكراني)  ونقل إلى المستشفى حيث توفي فيما بعد متأثرا بجروحه، وفقا للسلطات. وفقا لما ذكره المدعي العام لأوكرانيا، يحمل المسلح جواز سفر أوكراني وهو مطلوب من الشرطة بتهمة الاحتيال وغسل الأموال. وقال انطون جيراشينكو المسؤول بوزارة الداخلية الأوكرانية إن اسم المسلح هو بافل بارشوف. وقال أيضا إن بارشوف زرعته المخابرات الروسية كعميل سري في الحرس الوطني لأوكرانيا. وقال متحدث باسم الشرطة أنه من المحتمل أن تكون الجريمة قتل مأجور. كما أصيب حارس فورونينكوف أثناء الحادث.
رد الرئيس الأوكراني بترو بوروشنكو على هذا الجريمة واصفا إياها بأنها «إرهاب دولة» روسي. نفى المسؤولون الروس تورطهم في الحادثة ووصفوا الإدعاءات ب«السخيفة». وقال النائب الروسي والمدير السابق لجهاز الأمن الاتحادي الروسي نيكولاي كوفاليوف للتلفزيون الروسي إنه يعتقد بأن جريمة القتل قد تكون مرتبطة بنزاع تجاري. رد بونوماريف على جريمة القتل قائلا: «ليس لدي أي كلمات، فقد تمكن حارس الأمن من إصابة المهاجم، والنظرية المحتملة واضحة، ولم يكن فورونينكوف محتالا، ولكنه كان محققا يشكل خطرا على السلطات الروسية». وقال المدعي العام الأوكراني يوري لوتسينكو عن الجريمة بأنها «عرضا نموذجيا لإعدام شاهد من قبل الكرملين».
وقال فورونينكوف قبل أكثر من شهر من مقتله أنه يخشى على أمنه وأسرته، وأنه كان "ينكز نقطة حساسة للكرملين" بانتقاده للرئيس الروسي. في مقابلة أجريت في آذار / مارس 2017، أشار إلى "شيطنة" في روسيا وقال: "لقد فقد النظام عقله، ويقولون إننا خونة في روسيا، وأقول:" من كنا نخون؟ "